# Cadalso de los Vidrios
Cadalso de los Vidrios là một đô thị trong Cộng đồng Madrid, Tây Ban Nha. Đô thị này có diện tích 47,64 km², dân số theo điều tra năm 2010 của Viện thống kê quốc gia Tây Ban Nha là 2944 người. Đô thị này nằm ở khu vực có độ cao 802 mét trên mực nước biển.